# سنگ دلربا

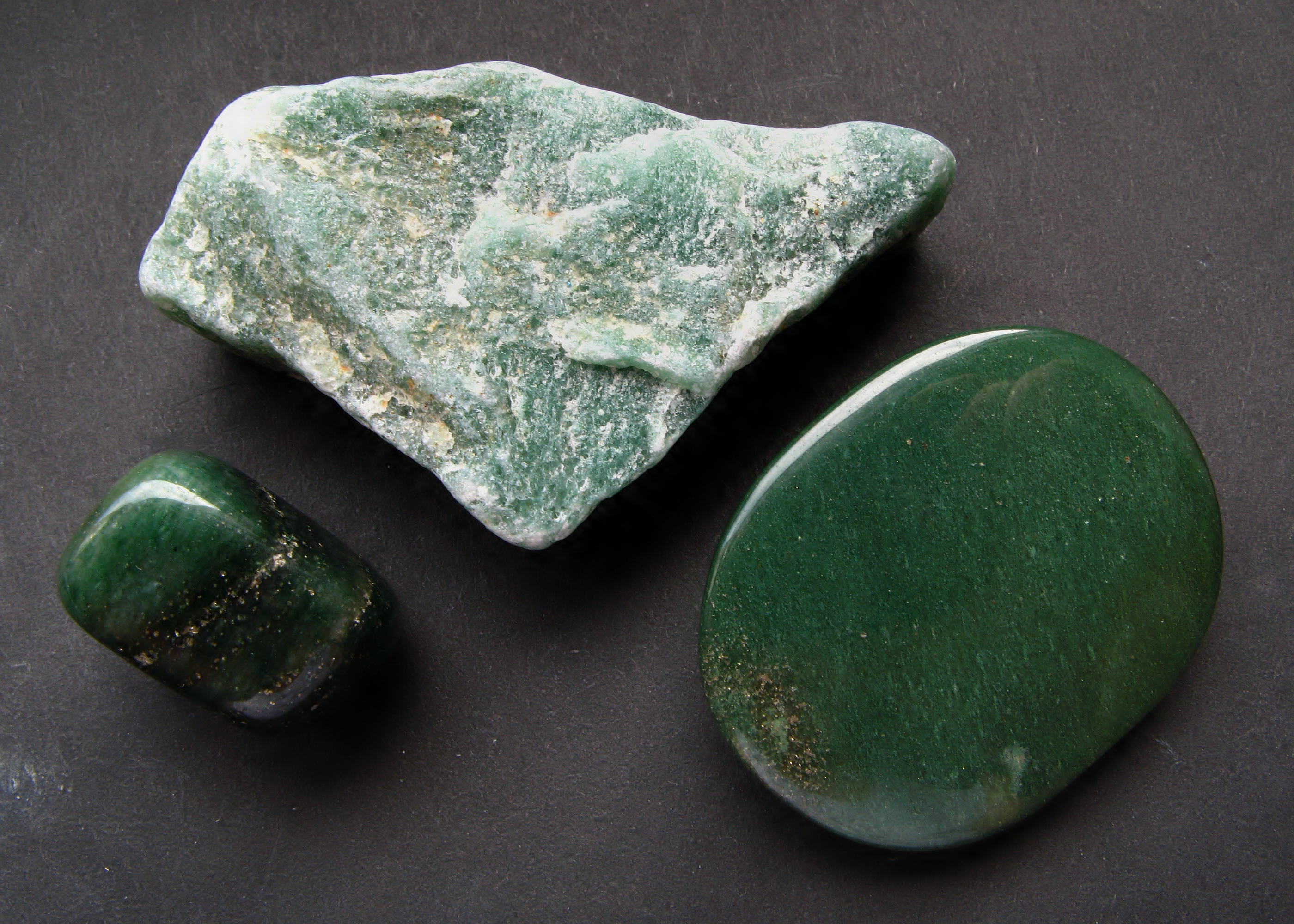
سنگ دلربا.

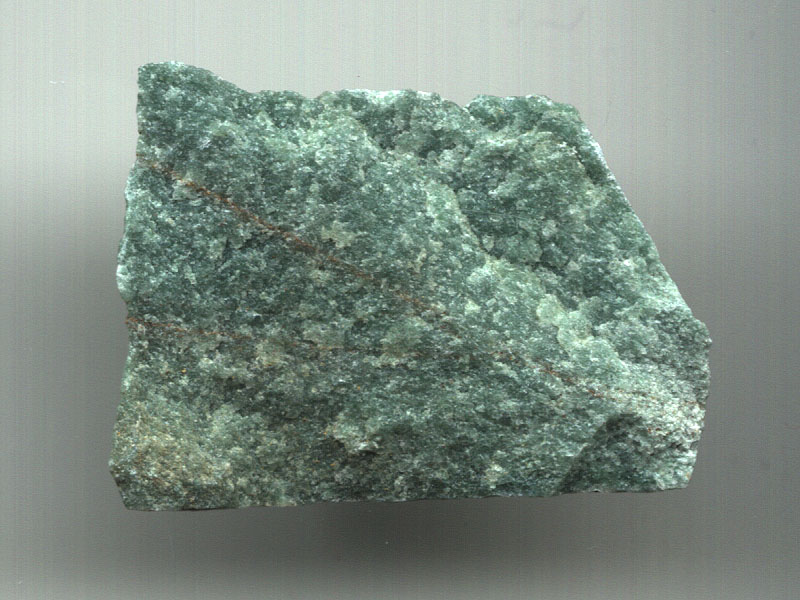
سنگ دلربا.

سَنگِ دِلرُبا یا آونتورین (Aventurine) سنگی است از کانی کوارتز که به رنگ‌های سبز، سورمه ای، قهوه ای مایل به سرخ دیده می‌شود. بیشتر گونه‌های این سنگ بهادار، به رنگ سبز هستند.
این سنگ نیمه‌شفاف تا مات با کمی درخشندگی و دارای ناخالصی‌های هماتیت و گوتیت است که به رنگهای سبز و آبی در آن دیده می‌شوند.
سنگ دلربا در جواهرسازی کاربرد دارد و تشخیص نوع ساختگی آن از نوع طبیعی مشکل است.

## ویژگی‌ها
- فرمول شیمیایی: SiO۲
- سیستم تبلور: شش‌گوش، تا دمای ۵۷۳ درجه
- شکل بلورها: منشوری - دوهرمی - شبه مکعب
- اشکال ظاهری: بلوری - آگرگات دانه‌ای - توده‌ای
- رده‌بندی: اکسید
- جلا: شیشه‌ای - صدفی
- رخ: ناقص - مطابق با سطح ۱۰۱۱
- شکستگی: صدفی - تراشه‌ای خشن
- سختی: ۷
- وزن مخصوص: ۲٫۶۵
- میزان شفافیت: غیرشفاف - نیمه کدر
- رنگ: قهوه‌ای تیره، سبز
- رنگ اثر خط: سیاه
- ژیزمان: کمیاب؛ هند، برزیل، روسیه، اسپانیا و چین
- پاراژنز: فلدسپات‌ها، میکاها، آمفیبول‌ها، پیروکسن‌ها
- تشابه کانی‌شناسی: آپاتیت - پولوسیت - بریل - توپاز - فناکیت
- منشأ تشکیل: ماگمایی- پگماتیتی - گرمابی - دگرگونی - رگه‌های تیپ آلپی - دگرسانی‌ها - رسوبی
- محل پیدایش: هند